# Arthur Rydstrøm
Arthur Nicolai Rydstrøm (Glemmen, Fredrikstad, Østfold, 9 de febrer de 1896 – Bergen, 24 de febrer de 1986) va ser un gimnasta artístic noruec que va competir als anys 20 del segle xx.
El 1920 va prendre part en els Jocs Olímpics d'Anvers, on va guanyar la medalla de plata en el concurs per equips, sistema lliure del programa de gimnàstica.